# Thijme Verheijen
Thijme Verheijen (Helmond, 13 april 2003) is een Nederlandse voetballer die doorgaans speelt als aanvallende middenvelder, maar ook inzetbaar is als vleugelaanvaller.

## Clubcarrière
Verheijen werd in 2012 bij RKPVV gescout door Helmond Sport en stapte drie jaar later over naar VVV-Venlo waar hij de jeugdopleiding doorliep. Bij aanvang van de voorbereiding op het seizoen 2020/21 werd hij met drie andere jeugdspelers overgeheveld naar de selectie van het eerste elftal. Op 13 augustus 2021 maakte de 18-jarige Helmonder zijn competitiedebuut in een met 2-1 verloren uitwedstrijd bij TOP Oss, waarin trainer Jos Luhukay voor hem een basisplek had ingeruimd als linkerspits. Een jaar later scoorde hij ook zijn eerste competitiegoal namens VVV. In een met 1-2 gewonnen uitwedstrijd bij De Graafschap op 12 augustus 2022 scoorde hij de 1-1 gelijkmaker. Op 15 september 2022 tekende Verheijen zijn eerste profcontract dat hem tot de zomer van 2024 verbond aan VVV met een optie voor nog een extra seizoen. Drie maanden later raakte Verheijen langdurig geblesseerd, waardoor hij in de tweede competitiehelft van het seizoen 2022/23 niet meer in actie kwam. Desalniettemin kreeg Verheijen op 5 augustus 2023 de Jan Klaassens Award uitgereikt, de jaarlijkse prijs voor het grootste talent uit de Venlose jeugdopleiding. Na bijna negen maanden blessureleed maakte hij op 1 september 2023 zijn rentree als invaller tijdens een met 2-0 gewonnen thuiswedstrijd tegen De Graafschap. Op 3 mei 2024 verlengde Verheijen zijn aflopende contract bij VVV met twee jaar tot 1 juli 2026. In de tweede seizoenshelft van 2024/25 kon hij niet meer rekenen op een basisplaats en leek zijn carrière op een dood spoor. Eind juni 2025 werd zijn contract bij VVV ontbonden waarna Verheijen transfervrije overstap kon maken naar provinciegenoot MVV Maastricht, waar hij een verbintenis voor twee jaar met een optie voor een derde seizoen tekende.

## Clubstatistieken
| 2020/21                               | VVV-Venlo      | Eredivisie     | 0  | 0 | 0 | 0 | — | — | 0  | 0 |
| 2021/22                               | VVV-Venlo      | Eerste divisie | 6  | 0 | 0 | 0 | — | — | 6  | 0 |
| 2022/23                               | VVV-Venlo      | Eerste divisie | 17 | 2 | 1 | 1 | 0 | 0 | 18 | 3 |
| 2023/24                               | VVV-Venlo      | Eerste divisie | 24 | 3 | 0 | 0 | — | — | 24 | 3 |
| 2024/25                               | VVV-Venlo      | Eerste divisie | 25 | 3 | 1 | 0 | — | — | 26 | 3 |
| 2025/26                               | MVV Maastricht | Eerste divisie | 1  | 0 | 0 | 0 | — | — | 1  | 0 |
| Totaal                                | Totaal         | Totaal         | 73 | 8 | 2 | 1 | 0 | 0 | 75 | 9 |
| Bijgewerkt tot en met 9 augustus 2025 |                |                |    |   |   |   |   |   |    |   |